# Dobromír (probošt)
Dobromír byl 9. proboštem litoměřické kapituly sv. Štěpána v letech 1175–1185.

## Život
Dostupné informace o tomto litoměřickém proboštovi pochází z historického kalendáře českého barokního básníka Georgia Crugeria. Ten ve svém kalendáři zvaném Sacri pulveres uvádí, že blíže neznámý rytíř Trošický doprovázel krále Vladislava II. roku 1158 při válečném tažení do Itálie. Tento rytíř Trošický za svou statečnost získal čestný znak – ruku mávající mečem. Měl bratra jménem Dobromír, který se stal litoměřickým proboštem. O Dobromírovi se již více nelze dozvědět, jen autor Rohn se zmiňuje o rytíři Trošickém.
Probošt Dobromír údajně, podle některých německy píšících autorů, zemřel v roce 1185.